# Нектаринка карміновогорла
Нектари́нка карміновогорла (Leptocoma calcostetha) — вид горобцеподібних птахів родини нектаркових (Nectariniidae). Мешкає в Південно-Східній Азії.

## Поширення і екологія
Карміновогорлі нектаринки мешкають в прибережних районах Таїланду, Камбоджі, В'єтнаму, М'янми, Малайзії, Індонезії, Філіппін, Брунею та в Сінгапурі. Вони живуть в мангрових лісах, у вологих рівнинних тропічних лісах і чагарникових заростях, в садах і на плантаціях.